# Elías Martínez Gil
Elías Martínez Gil (València, 1822-1892) fou un metge i polític valencià. Es doctorà en medicina a la Universitat de València el 1845. El 1864 fou elegit tinent d'alcalde de l'ajuntament de València pel Partit Progressista, i es distingí quan va fer front a l'epidèmia de còlera d'estiu de 1865. Després del pronunciament de Sagunt de desember de 1874 es va alinear al costat d'Alfons XII d'Espanya i es va vincular al Partit Conservador, mercè el qual fou nomenat diputat provincial, vocal de la Junta Provincial de Sanitat, un dels promotors de l'Exposició Regional de 1883 i alcalde de València de 1876 a 1878 i de 1891 a 1892. També fou director del Museu Anatòmic de València i president de la Societat Econòmica d'Amics del País.